# Tu bishvat
Tu bishvat betyder "15. shvat". Shvat er en måned i den jødiske kalender, og på denne dag (der ligger i anden halvdel af januar eller første halvdel af februar) er det i jødedommen "Træernes nytår". Det hænger sammen med, at det i Israel er omkring Tu Bishvat, at de første blomsterknopper på træerne springer ud.
Dagen, der er en festdag (men ikke en helligdag med de dertilhørende regler), markeres gerne med at spise 15 forskellige frugter (der henviser til datoen).